# Riaan Botha
Riaan Johannes Botha  (né le 8 novembre 1970 à Pretoria) est un athlète sud-africain, spécialiste du saut à la perche.

## Carrière
Deuxième des Championnats d'Afrique 1992, il se classe troisième de l'édition 1993. Il participe aux Jeux olympiques de 1996, à Atlanta, où il se classe 14e et dernier de la finale avec un saut à 5,60 m.
En 1997, Riaan Botha termine au pied du podium des Championnats du monde en salle de Paris-Bercy avec 5,75 m. Il établit lors de cette saison la meilleure performance de sa carrière en franchissant à Pretoria une barre à 5,91 m. 
Il remporte le titre des Jeux du Commonwealth de 1998 avec 5,60 m, devant l'Australien Paul Burgess.

### Palmarès
| Date | Compétition                    | Lieu         | Résultat | Épreuve |
| ---- | ------------------------------ | ------------ | -------- | ------- |
| 1992 | Championnats d'Afrique         | Maurice      | 3e       | 5,20 m  |
| 1993 | Championnats d'Afrique         | Durban       | 2e       | 5,20 m  |
| 1996 | Jeux olympiques                | Atlanta      | 14e      | 5,60 m  |
| 1997 | Championnats du monde en salle | Paris        | 4e       | 5,75 m  |
| 1998 | Jeux du Commonwealth           | Kuala Lumpur | 1er      | 5,60 m  |

### Records
| Épreuve   | Performance | Lieu     | Date         |
| --------- | ----------- | -------- | ------------ |
| Plein air | 5,91 m      | Pretoria | 2 avril 1997 |
| Salle     | 5,75 m      | Pretoria | 8 mars 1997  |